# 明洋 (測量船・2代)
昭洋（JCG Meiyō、HL-03）は、海上保安庁の測量船。公称船型は500トン型。

## 来歴
1952年9月24日、測量船「第五海洋丸」は明神礁の噴火を観測中に消息を絶ち、噴火に巻き込まれて喪失したものと断定された（第五海洋丸の遭難）。これを受けて、翌1953年3月28日、海上保安庁は極洋捕鯨のキャッチャーボート「第十五京丸」を購入、8月に三菱横浜造船所で所定の改装を完了して測量船「明洋丸」として運用を開始し、1956年12月15日には他の測量船とあわせて「明洋」と改名した。しかし同船は1943年竣工と比較的古く、老朽化に伴う燃費の悪化が指摘されていた。これを受けて、代船として計画されたのが本船である。

## 設計
本船は、昭和30年度で建造されていた「拓洋」をもとに、約半分の大きさで同等の機能を実現することを目標に設計された。船型は「拓洋」と同じく船首楼付き長船尾楼型だが、観測プラットフォームとしての性格から、重心降下や動揺性能に配慮されていた。主機関としては赤坂TR655ディーゼルエンジン（700馬力）1基を搭載し、推進器1軸を駆動する方式とされた。なお、操船性能を考慮して、推進器は可変ピッチ・プロペラとされた。
船首楼直後のウェルデッキには、6,000メートルの深度に対応可能な採水・採泥兼用の低油圧式大型巻揚機が設置された。またこのほか、中深海用音響測深機、LORAN、デッカ航法装置、デコメーター、電磁海流計、自記水温計、サリーメーター、放射能測定器を有していた。

## 船歴
初代船長は、第五海洋丸の同型船にして、その最後の生き残りであった「第四海洋」でも初代船長を務めていた佐藤孫七であった。
昭和42年度より、海の基本図作成業務に従事した。その後、昭和63年度計画で建造された同名船によって更新され、1990年に運用を終了した。